# Verwaltungsgemeinschaft Zolling
Die Verwaltungsgemeinschaft Zolling liegt im oberbayerischen Landkreis Freising und wird von folgenden Gemeinden gebildet:
1. Attenkirchen, 2709 Einwohner, 16,10 km²
2. Haag a.d.Amper, 2744 Einwohner, 21,70 km²
3. Wolfersdorf, 2584 Einwohner, 26,06 km²
4. Zolling, 5000 Einwohner, 34,53 km²

Sitz der Verwaltungsgemeinschaft ist Zolling.

## Gemeinschaftsversammlung
Die Gemeinschaftsversammlung besteht aus 18 Personen, den Vorsitz hat der 1. Bürgermeister der Gemeinde Haag an der Amper, Anton Geier, inne.